# Torneio de Roland Garros de 2016
O Torneio de Roland Garros de 2016 foi um torneio de tênis disputado nas quadras de saibro do Stade Roland Garros, em Paris, na França, entre 22 de maio e 5 de junho. Corresponde à 49ª edição da era aberta e à 115ª de todos os tempos.
Stan Wawrinka defendia o título masculino de simples, mas perdeu para Andy Murray nas semifinais. Novak Djokovic derrotou este, em sua terceira final seguida no torneio, sagrando-se campeão de Roland Garros pela primeira vez, assim completando o Grand Slam, os quatro torneios mais importantes do calendário, ainda consecutivamente, feito apenas repetido por Don Budge e Rod Laver até o momento.
Serena Williams defendia o título feminino de simples, mas perdeu para Garbiñe Muguruza na final. É o primeiro título de Grand Slam da espanhola, cujo país não vencia a categoria desde 1998, com Arantxa Sánchez Vicario.
A Espanha também obteve sucesso nas duplas masculinas, com o primeiro título de Slam de Feliciano López e Marc López. Entre as mulheres, as donas da casa Caroline Garcia e Kristina Mladenovic triunfaram. Desde os anos 1970 uma francesa não constava nem na final da categoria. Nas mistas, assim como em simples masculino, outro Career Slam aconteceu, com Martina Hingis e Leander Paes.

## Transmissão
Esta é a lista de países e canais designados a transmitir o torneio durante a edição em questão:
Países lusófonos

| País(es) | Canal(is)       |
| -------- | --------------- |
| Brasil   | Band BandSports |
| Portugal | Eurosport       |

Resto do mundo
| País(es)             | Canal(is)                 |
| Países avulsos       |                           |
| -------------------- | ------------------------- |
| Austrália            | Fox Sports Austrália [en] |
| Bélgica              | RTBF                      |
| Bósnia e Herzegovina | RTRS [en]                 |
| Canadá               | TSN                       |
| China                | CCTV-5                    |
| Estados Unidos       | NBC Sports Tennis Channel |
| Finlândia            | Yle                       |
| França               | Francetv Sport Eurosport  |
| Índia                | NEO Sports [en]           |
| Irlanda              | Setanta Sports [en]       |
| Japão                | WOWOW TV Tokyo            |
| Nova Zelândia        | Sky [en]                  |
| Países Baixos        | NOS                       |
| Reino Unido          | itv Sport                 |
| Suíça                | SRG SSR                   |
| Tailândia            | Channel 7                 |
| Regiões              |                           |
| África               | SuperSport                |
| América espanhola    | ESPN                      |
| Ásia                 | Fox Sports (Ásia)         |
| Europa               | Eurosport                 |
| Oceania              | Fox Sports                |
| Oriente Médio        | beIN Sports               |

## Pontuação e premiação

### Distribuição de pontos
ATP e WTA informam suas pontuações em Grand Slam, distintas entre si, em simples e em duplas. A ITF responde exclusivamente pelos juvenis e cadeirantes.
Considerados torneios amistosos, os de duplas mistas e lendárias não geram pontos.
No juvenil, os simplistas jogam duas fases de qualificatório, mas só os que passam à chave principal pontuam. Em duplas, a pontuação é por jogador. A partir da fase com 16, os competidores recebem pontos adicionais de bônus (os valores da tabela já somam as duas pontuações).

#### Profissional
| Evento            | V    | F    | SF  | QF  | R16 | R32 | R64 | R128 | Q  | Q3 | Q2 | Q1 |
| Simples masculino | 2000 | 1200 | 720 | 360 | 180 | 90  | 45  | 10   | 25 | 16 | 8  | 0  |
| Duplas masculinas | 2000 | 1200 | 720 | 360 | 180 | 90  | 0   | —    | —  | —  | —  | —  |
| Simples feminino  | 2000 | 1300 | 780 | 430 | 240 | 130 | 70  | 10   | 40 | 30 | 20 | 2  |
| Duplas femininas  | 2000 | 1300 | 780 | 430 | 240 | 130 | 10  | —    | —  | —  | —  | —  |

| Evento            | V   | F   | SF  | QF  | R16 | R32 | R64 | Q  | Q2 | Q1 |
| Simples Masculino | 375 | 270 | 180 | 120 | 75  | 30  | 25* | 20 | 0  | 0  |
| Simples Feminino  | 375 | 270 | 180 | 120 | 75  | 30  | 25* | 20 | 0  | 0  |
| Duplas Masculinas | 270 | 180 | 120 | 75  | 45  | 0   | —   | —  | —  | —  |
| Duplas Femininas  | 270 | 180 | 120 | 75  | 45  | 0   | —   | —  | —  | —  |

| Evento  | V   | F   | SF/3º lugar | QF/4º lugar |
| Simples | 800 | 500 | 375         | 100         |
| Duplas  | 800 | 500 | 100         | —           |

### Premiação
A premiação geral aumentou 14% em relação a 2015. Os títulos de simples tiveram um acréscimo de € 200.000 cada.
O número de participantes em simples se difere somente na fase qualificatória (128 homens contra 96 mulheres). Os valores para duplas são por par. Diferentemente da pontuação, não há recompensa aos vencedores do qualificatório.
As duplas lendárias jogam três eventos: acima e abaixo de 45 anos no masculino e sem limite de idade no feminino. Homens ganham mais que as mulheres. Os juvenis não são pagos.
| Evento                          | V           | F           | SF        | QF        | Últimos 16 | Últimos 32 | Últimos 64 | Últimos 128 | Q3        | Q2        | Q1        |
| Contemplados                    | 1           | 1           | 2         | 4         | 8          | 16         | 32         | 64          | 16H / 12M | 32H / 24M | 64H / 48M |
| Simples (2)                     | € 2.000.000 | € 1.000.000 | € 500.000 | € 294.000 | € 173.000  | € 102.000  | € 60.000   | € 30.000    | € 14.000  | € 7.000   | € 3.500   |
| Duplas (2)                      | € 500.000   | € 250.000   | € 125.000 | € 68.000  | € 37.000   | € 19.000   | € 9.500    | —           | —         | —         | —         |
| Duplas mistas                   | € 116.000   | € 58.000    | € 28.500  | € 16.000  | € 8.500    | € 4.250    | —          | —           | —         | —         | —         |
| Simples cadeirante (2)          | € 35.000    | € 17.500    | € 8.500   | € 4.500   | —          | —          | —          | —           | —         | —         | —         |
| Duplas cadeirantes (2)          | € 10.000    | € 5.000     | € 3.000   | —         | —          | —          | —          | —           | —         | —         | —         |
| Duplas masculinas lendárias (2) | € 44.000    | € 31.000    | € 25.000* | € 18.500* | —          | —          | —          | —           | —         | —         | —         |
| Duplas femininas lendárias      | € 39.000    | € 28.500    | € 24.500* | € 18.500* | —          | —          | —          | —           | —         | —         | —         |

Total dos eventos: € 30.717.500
Per diem (estimado): € 1.300.000
Total da premiação: € 32.017.500

## Cabeças de chave
Cabeças baseados(as) nos rankings de 23 de maio de 2016. Dados de Ranking e Pontos anteriores são de 23 de maio de 2016.
A colocação individual nos rankings de duplas masculinas e femininas ajudam a definir os cabeças de chaves nestas categorias e também na de mistas.
Em verde, o(s) cabeça(s) de chave campeão(ões). Em vermelho, o(s) vice-campeão(ões).

### Simples

#### Masculino
| Cabeça | Ranking | Jogador               | Pontos anteriores | Pontos a defender | Pontos conquistados | Nova pontuação | Eliminado na  | Eliminado por         |
| ------ | ------- | --------------------- | ----------------- | ----------------- | ------------------- | -------------- | ------------- | --------------------- |
| 1      | 1       | Novak Djokovic        | 16.150            | 1.200             | 2.000               | 16.950         | Campeão       | –                     |
| 2      | 2       | Andy Murray           | 8.435             | 720               | 1.200               | 8.915          | F             | Novak Djokovic [1]    |
| 3      | 4       | Stan Wawrinka         | 6.315             | 2.000             | 720                 | 5.035          | SF            | Andy Murray [2]       |
| 4      | 5       | Rafael Nadal          | 5.675             | 360               | 90                  | 5.405          | 3ª fase, w.o. | Marcel Granollers     |
| 5      | 6       | Kei Nishikori         | 4.470             | 360               | 180                 | 4.290          | 4ª fase       | Richard Gasquet [9]   |
| 6      | 7       | Jo-Wilfried Tsonga    | 3.355             | 720               | 90                  | 2.725          | 3ª fase, ab.  | Ernests Gulbis        |
| 7      | 8       | Tomáš Berdych         | 2.850             | 180               | 360                 | 3.030          | QF            | Novak Djokovic [1]    |
| 8      | 9       | Milos Raonic          | 2.785             | 0                 | 180                 | 2.965          | 4ª fase       | Albert Ramos-Viñolas  |
| 9      | 12      | Richard Gasquet       | 2.725             | 180               | 360                 | 2.905          | QF            | Andy Murray [2]       |
| 10     | 10      | Marin Čilić           | 2.775             | 180               | 10                  | 2.605          | 1ª fase       | Marco Trungelliti [Q] |
| 11     | 11      | David Ferrer          | 2.740             | 360               | 180                 | 2.560          | 4ª fase       | Tomáš Berdych [7]     |
| 12     | 13      | David Goffin          | 2.570             | 90                | 360                 | 2.840          | QF            | Dominic Thiem [13]    |
| 13     | 15      | Dominic Thiem         | 2.430             | 45                | 720                 | 3.105          | SF            | Novak Djokovic [1]    |
| 14     | 16      | Roberto Bautista Agut | 2.015             | 45                | 180                 | 2.150          | 4ª fase       | Novak Djokovic [1]    |
| 15     | 17      | John Isner            | 1.965             | 45                | 180                 | 2.100          | 4ª fase       | Andy Murray [2]       |
| 16     | 18      | Gilles Simon          | 1.945             | 180               | 90                  | 1.855          | 3ª fase       | Viktor Troicki [22]   |
| 17     | 19      | Nick Kyrgios          | 1.855             | 90                | 90                  | 1.855          | 3ª fase       | Richard Gasquet [9]   |
| 18     | 20      | Kevin Anderson        | 1.840             | 90                | 10                  | 1.760          | 1ª fase       | Stéphane Robert [WC]  |
| 19     | 21      | Benoît Paire          | 1.641             | 90                | 45                  | 1.596          | 2ª fase       | Teymuraz Gabashvili   |
| 20     | 22      | Bernard Tomic         | 1.625             | 45                | 45                  | 1.625          | 2ª fase       | Borna Ćorić           |
| 21     | 23      | Feliciano López       | 1.550             | 10                | 90                  | 1.630          | 3ª fase       | David Ferrer [11]     |
| 22     | 24      | Viktor Troicki        | 1.535             | 45                | 180                 | 1.670          | 4ª fase       | Stan Wawrinka [3]     |
| 23     | 25      | Jack Sock             | 1.505             | 180               | 90                  | 1.415          | 3ª fase       | Albert Ramos-Viñolas  |
| 24     | 26      | Philipp Kohlschreiber | 1.485             | 45                | 10                  | 1.450          | 1ª fase       | Nicolás Almagro       |
| 25     | 27      | Pablo Cuevas          | 1.450             | 90                | 90                  | 1.450          | 3ª fase       | Tomáš Berdych [7]     |
| 26     | 29      | João Sousa            | 1.275             | 45                | 45                  | 1.275          | 2ª fase       | Ernests Gulbis        |
| 27     | 28      | Ivo Karlović          | 1.280             | 10                | 90                  | 1.360          | 3ª fase       | Andy Murray [2]       |
| 29     | 31      | Lucas Pouille         | 1.266             | 0                 | 45                  | 1.311          | 2ª fase       | Andrej Martin [LL]    |
| 30     | 32      | Jérémy Chardy         | 1.265             | 180               | 90                  | 1.175          | 3ª fase       | Stan Wawrinka [3]     |
| 31     | 35      | Federico Delbonis     | 1.165             | 10                | 10                  | 1.165          | 1ª fase       | Pablo Carreño Busta   |
| 32     | 33      | Fabio Fognini         | 1.205             | 45                | 10                  | 1.170          | 1ª fase       | Marcel Granollers     |
| 33     | 34      | Steve Johnson         | 1.190             | 90                | 10                  | 1.110          | 1ª fase       | Fernando Verdasco     |

##### Desistências
| Ranking | Jogador             | Pontos anteriores | Pontos a defender | Nova pontuação | Motivo           |
| ------- | ------------------- | ----------------- | ----------------- | -------------- | ---------------- |
| 3       | Roger Federer       | 7.015             | 360               | 6.655          | Lesão nas costas |
| 14      | Gaël Monfils        | 2.470             | 180               | 2.290          | Infecção viral   |
| 30      | Alexandr Dolgopolov | 1.270             | 10                | 1.260          | Lesão muscular   |

#### Feminino
| Cabeça | Ranking | Jogadora                 | Pontos anteriores | Pontos a defender | Pontos conquistados | Nova pontuação | Eliminada na  | Eliminada por             |
| ------ | ------- | ------------------------ | ----------------- | ----------------- | ------------------- | -------------- | ------------- | ------------------------- |
| 1      | 1       | Serena Williams          | 9.030             | 2.000             | 1.300               | 8.330          | F             | Garbiñe Muguruza [4]      |
| 2      | 2       | Agnieszka Radwańska      | 5.850             | 10                | 240                 | 6.080          | 4ª fase       | Tsvetana Pironkova        |
| 3      | 3       | Angelique Kerber         | 5.740             | 130               | 10                  | 5.660          | 1ª fase       | Kiki Bertens              |
| 4      | 4       | Garbiñe Muguruza         | 5.196             | 430               | 2.000               | 6.766          | Campeã        | –                         |
| 5      | 5       | Victoria Azarenka        | 4.341             | 130               | 10                  | 4.222          | 1ª fase, w.o. | Karin Knapp               |
| 6      | 6       | Simona Halep             | 4.301             | 70                | 240                 | 4.471          | 4ª fase       | Samantha Stosur [21]      |
| 7      | 7       | Roberta Vinci            | 3.405             | 10                | 10                  | 3.405          | 1ª fase       | Kateryna Bondarenko       |
| 8      | 9       | Timea Bacsinszky         | 3.150             | 780               | 430                 | 2.800          | QF            | Kiki Bertens              |
| 9      | 11      | Venus Williams           | 2.886             | 10                | 240                 | 3.116          | 4ª fase       | Timea Bacsinszky [8]      |
| 10     | 12      | Petra Kvitová            | 2.878             | 240               | 130                 | 2.768          | 3ª fase       | Shelby Rogers             |
| 11     | 13      | Lucie Šafářová           | 2.843             | 1.300             | 130                 | 1.673          | 3ª fase       | Samantha Stosur [21]      |
| 12     | 14      | Carla Suárez Navarro     | 2.585             | 130               | 240                 | 2.695          | 4ª fase       | Yulia Putintseva          |
| 13     | 15      | Svetlana Kuznetsova      | 2.585             | 70                | 240                 | 2.755          | 4ª fase       | Garbiñe Muguruza [4]      |
| 14     | 16      | Ana Ivanovic             | 2.560             | 780               | 130                 | 1.910          | 3ª fase       | Elina Svitolina [18]      |
| 15     | 17      | Madison Keys             | 2.482             | 130               | 240                 | 2.592          | 4ª fase       | Kiki Bertens              |
| 16     | 18      | Sara Errani              | 2.450             | 430               | 10                  | 2.030          | 1ª fase       | Tsvetana Pironkova        |
| 17     | 19      | Karolína Plíšková        | 2.420             | 70                | 10                  | 2.360          | 1ª fase       | Shelby Rogers             |
| 18     | 20      | Elina Svitolina          | 2.416             | 430               | 240                 | 2.226          | 4ª fase       | Serena Williams [1]       |
| 19     | 22      | Sloane Stephens          | 2.260             | 240               | 130                 | 2.150          | 3ª fase       | Tsvetana Pironkova        |
| 20     | 21      | Johanna Konta            | 2.280             | 40                | 10                  | 2.250          | 1ª fase       | Julia Görges              |
| 21     | 24      | Samantha Stosur          | 2.050             | 130               | 780                 | 2.700          | SF            | Garbiñe Muguruza [4]      |
| 22     | 25      | Dominika Cibulková       | 1.951             | 0                 | 130                 | 2.081          | 3ª fase       | Carla Suárez Navarro [12] |
| 23     | 26      | Jelena Janković          | 1.940             | 10                | 10                  | 1.940          | 1ª fase       | Tatjana Maria             |
| 24     | 27      | Anastasia Pavlyuchenkova | 1.840             | 10                | 130                 | 1.960          | 3ª fase       | Svetlana Kuznetsova [13]  |
| 25     | 28      | Irina-Camelia Begu       | 1.655             | 130               | 240                 | 1.765          | 4ª fase       | Shelby Rogers             |
| 26     | 30      | Kristina Mladenovic      | 1.550             | 130               | 130                 | 1.550          | 3ª fase       | Serena Williams [1]       |
| 27     | 29      | Ekaterina Makarova       | 1.552             | 240               | 70                  | 1.382          | 2ª fase       | Yanina Wickmayer          |
| 28     | 31      | Andrea Petkovic          | 1.545             | 130               | 70                  | 1.485          | 2ª fase       | Yulia Putintseva          |
| 29     | 32      | Daria Kasatkina          | 1.538             | (50)              | 130                 | 1.618          | 3ª fase       | Kiki Bertens              |
| 30     | 33      | Barbora Strýcová         | 1.520             | 10                | 130                 | 1.640          | 3ª fase       | Agnieszka Radwańska [2]   |
| 31     | 35      | Monica Niculescu         | 1.450             | 10+140            | 10+55               | 1.365          | 1ª fase       | Pauline Parmentier        |
| 32     | 36      | Jeļena Ostapenko         | 1.365             | (13)              | 10                  | 1.362          | 1ª fase       | Naomi Osaka               |

##### Desistências
| Ranking | Jogadora           | Pontos anteriores | Pontos a defender | Nova pontuação | Motivo                     |
| ------- | ------------------ | ----------------- | ----------------- | -------------- | -------------------------- |
| 8       | Belinda Bencic     | 3.330             | 70                | 3.260          | Lesão nas costas           |
| 10      | Flavia Pennetta    | 2.963             | 240               | 2.723          | Aposentadoria              |
| 23      | Maria Sharapova    | 2.141             | 240               | 1.901          | Suspensão provisória       |
| 34      | Caroline Wozniacki | 1.456             | 70                | 1.386          | Lesão no tornozelo direito |

### Duplas
| Cabeça | Ranking | Equipe                | Equipe               |
| ------ | ------- | --------------------- | -------------------- |
| 1      | 8       | Pierre-Hugues Herbert | Nicolas Mahut        |
| 2      | 9       | Jean-Julien Rojer     | Horia Tecău          |
| 3      | 10      | Ivan Dodig            | Marcelo Melo         |
| 4      | 13      | Jamie Murray          | Bruno Soares         |
| 5      | 15      | Bob Bryan             | Mike Bryan           |
| 6      | 24      | Rohan Bopanna         | Florin Mergea        |
| 7      | 35      | Vasek Pospisil        | Jack Sock            |
| 8      | 44      | Raven Klaasen         | Rajeev Ram           |
| 9      | 44      | Łukasz Kubot          | Alexander Peya       |
| 10     | 46      | Treat Huey            | Max Mirnyi           |
| 11     | 47      | Henri Kontinen        | John Peers           |
| 12     | 49      | Radek Štepánek        | Nenad Zimonjić       |
| 13     | 50      | Juan Sebastián Cabal  | Robert Farah         |
| 14     | 66      | Daniel Nestor         | Aisam-ul-Haq Qureshi |
| 15     | 70      | Feliciano López       | Marc López           |
| 16     | 70      | Marcin Matkowski      | Leander Paes         |

| Cabeça | Ranking | Equipe                  | Equipe                 |
| ------ | ------- | ----------------------- | ---------------------- |
| 1      | 2       | Martina Hingis          | Sania Mirza            |
| 2      | 10      | Bethanie Mattek-Sands   | Lucie Šafářová         |
| 3      | 11      | Chan Hao-ching          | Chan Yung-jan          |
| 4      | 18      | Tímea Babos             | Yaroslava Shvedova     |
| 5      | 19      | Caroline Garcia         | Kristina Mladenovic    |
| 6      | 22      | Andrea Hlaváčková       | Lucie Hradecká         |
| 7      | 24      | Ekaterina Makarova      | Elena Vesnina          |
| 8      | 40      | Raquel Atawo            | Abigail Spears         |
| 9      | 42      | Xu Yifan                | Zheng Saisai           |
| 10     | 47      | Julia Görges            | Karolína Plíšková      |
| 11     | 53      | Andreja Klepač          | Katarina Srebotnik     |
| 12     | 57      | Lara Arruabarrena       | Sara Errani            |
| 13     | 59      | Anabel Medina Garrigues | Arantxa Parra Santonja |
| 14     | 63      | Irina-Camelia Begu      | Monica Niculescu       |
| 15     | 64      | Vania King              | Alla Kudryavtseva      |
| 16     | 74      | Chuang Chia-jung        | Hsieh Su-wei           |

#### Mistas
| Cabeça | Ranking | Equipe              | Equipe                 |
| ------ | ------- | ------------------- | ---------------------- |
| 1      | 9       | Chan Hao-ching      | Jamie Murray           |
| 2      | 10      | Sania Mirza         | Ivan Dodig             |
| 3      | 17      | Kristina Mladenovic | Pierre-Hugues Herbert  |
| 4      | 17      | Yaroslava Shvedova  | Florin Mergea          |
| 5      | 19      | Elena Vesnina       | Bruno Soares           |
| 6      | 27      | Andrea Hlaváčková   | Édouard Roger-Vasselin |
| 7      | 27      | Chan Yung-jan       | Max Mirnyi             |
| 8      | 29      | Coco Vandeweghe     | Bob Bryan              |

## Convidados à chave principal
Os jogadores a seguir receberam convite para disputar diretamente a chave principal baseados em seleções internas e recentes desempenhos

### Simples
| Masculino | Feminino |
| --- | --- |
| - Grégoire Barrère - Julien Benneteau - Mathias Bourgue - Bjorn Fratangelo - Quentin Halys - Constant Lestienne - Stéphane Robert - Jordan Thompson | - Tessah Andrianjafitrimo - Océane Dodin - Myrtille Georges - Amandine Hesse - Alizé Lim - Virginie Razzano - Arina Rodionova - Taylor Townsend |

### Duplas
| Masculinas | Femininas | Mistas |
| --- | --- | --- |
| - Grégoire Barrère / Quentin Halys - Julien Benneteau / Édouard Roger-Vasselin - Mathias Bourgue / Calvin Hemery - Kenny de Schepper / Maxime Teixeira - David Guez / Vincent Millot - Tristan Lamasine / Albano Olivetti - Stéphane Robert / Alexandre Sidorenko | - Tessah Andrianjafitrimo / Claire Feuerstein - Manon Arcangioli / Chloé Paquet - Clothilde de Bernardi / Shérazad Reix - Fiona Ferro / Virginie Razzano - Stéphanie Foretz / Amandine Hesse - Myrtille Georges / Alizé Lim - Mathilde Johansson / Pauline Parmentier | - Virginie Razzano / Vincent Millot - Pauline Parmentier / Julien Benneteau - Chloé Paquet / Benoît Paire - Alize Lim / Paul-Henri Mathieu - Alizé Cornet / Jonathan Eysseric - Mathilde Johansson / Tristan Lamasine |

## Qualificados à chave principal
O qualificatório aconteceu no Stade Roland Garros entre 16 e 20 de maio de 2016.

### Simples
| Masculino | Feminino |
| --- | --- |
| 1. Tobias Kamke 2. Radek Štěpánek 3. Steve Darcis 4. Jan-Lennard Struff 5. Marco Trungelliti 6. Carlos Berlocq 7. Roberto Carballés Baena 8. Dustin Brown 9. Adrian Ungur 10. Marsel İlhan 11. Gerald Melzer 12. Jordi Samper-Montaña 13. Kenny de Schepper 14. Nikoloz Basilashvili 15. Laslo Djere 16. Radu Albot | 1. Louisa Chirico 2. Çağla Büyükakçay 3. Sorana Cirstea 4. Sachia Vickery 5. Verónica Cepede Royg 6. Kateřina Siniaková 7. Daniela Hantuchová 8. İpek Soylu 9. Viktorija Golubic 10. Sara Sorribes Tormo 11. Lucie Hradecká 12. Maryna Zanevska |

Lucky losers
| 1. Igor Sijsling 2. Adam Pavlásek 3. Andrej Martin 4. Thomas Fabbiano | 1. Sílvia Soler Espinosa |

## Eliminações em simples

### Masculino
| Final                      | Final                       | Final                    | Final                      |
| -------------------------- | --------------------------- | ------------------------ | -------------------------- |
| Andy Murray [2]            |                             |                          |                            |
| Semifinais                 |                             |                          |                            |
| Dominic Thiem [13]         | Dominic Thiem [13]          | Stan Wawrinka [3]        | Stan Wawrinka [3]          |
| Quartas de final           |                             |                          |                            |
| Tomáš Berdych [7]          | David Goffin [12]           | Albert Ramos-Viñolas     | Richard Gasquet [9]        |
| Quarta fase                |                             |                          |                            |
| Roberto Bautista Agut [14] | David Ferrer [11]           | Marcel Granollers        | Ernests Gulbis             |
| Milos Raonic [8]           | Viktor Troicki [22]         | Kei Nishikori [5]        | John Isner [15]            |
| Terceira fase              |                             |                          |                            |
| Aljaž Bedene               | Borna Ćorić                 | Feliciano López [21]     | Pablo Cuevas [25]          |
| Rafael Nadal [4]           | Alexander Zverev            | Nicolás Almagro          | Jo-Wilfried Tsonga [6]     |
| Andrej Martin (LL)         | Jack Sock [23]              | Gilles Simon [16]        | Jérémy Chardy [30]         |
| Fernando Verdasco          | Nick Kyrgios [17]           | Teymuraz Gabashvili      | Ivo Karlović [27]          |
| Segunda fase               |                             |                          |                            |
| Steve Darcis (Q)           | Pablo Carreño               | Bernard Tomic [20]       | Paul-Henri Mathieu         |
| Juan Mónaco                | Víctor Estrella Burgos      | Quentin Halys (WC)       | Malek Jaziri               |
| Facundo Bagnis             | Nicolas Mahut               | Stéphane Robert (WC)     | Guillermo García-López     |
| Carlos Berlocq (Q)         | Jiří Veselý                 | João Sousa [26]          | Marcos Baghdatis           |
| Adrian Mannarino           | Lucas Pouille [29]          | Dustin Brown (Q)         | Marco Trungelliti (Q)      |
| Guido Pella                | Dušan Lajović               | Adam Pavlásek (LL)       | Taro Daniel                |
| Andrey Kuznetsov           | Ivan Dodig                  | Igor Sijsling (LL)       | Bjorn Fratangelo (WC)      |
| Kyle Edmund                | Benoît Paire [19]           | Jordan Thompson (WC)     | Mathias Bourgue (WC)       |
| Primeira fase              |                             |                          |                            |
| Lu Yen-hsun                | Marsel İlhan (Q)            | Gerald Melzer (Q)        | Federico Delbonis [31]     |
| Brian Baker (PR)           | Taylor Fritz                | Santiago Giraldo         | Dmitry Tursunov (PR)       |
| Evgeny Donskoy             | Denis Istomin               | Illya Marchenko          | Thomas Fabbiano (LL)       |
| Tobias Kamke (Q)           | Chung Hyeon                 | Florian Mayer (PR)       | Vasek Pospisil             |
| Sam Groth                  | Kenny de Schepper (Q)       | Ričardas Berankis        | Fabio Fognini [32]         |
| Kevin Anderson [18]        | Pierre-Hugues Herbert       | Thiemo de Bakker         | Íñigo Cervantes            |
| Grégoire Barrère (WC)      | Paolo Lorenzi               | Rajeev Ram (Q)           | Philipp Kohlschreiber [24] |
| Damir Džumhur              | Andreas Seppi               | Gilles Müller            | Jan-Lennard Struff (Q)     |
| Janko Tipsarević (PR)      | Mikhail Kukushkin           | Daniel Muñoz de la Nava  | Julien Benneteau (WC)      |
| Robin Haase                | Dudi Sela                   | Horacio Zeballos         | Marin Čilić [10]           |
| Rogério Dutra Silva        | Diego Schwartzman           | Denis Kudla              | Grigor Dimitrov            |
| Leonardo Mayer             | Roberto Carballés Baena (Q) | Martin Kližan            | Lukáš Rosol                |
| Simone Bolelli             | Benjamin Becker             | Mikhail Youzhny          | Steve Johnson [33]         |
| Marco Cecchinato           | Adrian Ungur (Q)            | Sam Querrey              | Thomaz Bellucci            |
| John Millman               | Nikoloz Basilashvili (Q)    | Donald Young             | Radu Albot (Q)             |
| Albert Montañés            | Laslo Djere (Q)             | Jordi Samper-Montaña (Q) | Radek Štěpánek (Q)         |

### Feminino
| Final                    | Final                        | Final                         | Final                      |
| ------------------------ | ---------------------------- | ----------------------------- | -------------------------- |
| Serena Williams [1]      |                              |                               |                            |
| Semifinais               |                              |                               |                            |
| Kiki Bertens             | Kiki Bertens                 | Samantha Stosur [21]          | Samantha Stosur [21]       |
| Quartas de final         |                              |                               |                            |
| Yulia Putintseva         | Timea Bacsinszky [8]         | Shelby Rogers                 | Tsvetana Pironkova         |
| Quarta fase              |                              |                               |                            |
| Elina Svitolina [18]     | Carla Suárez Navarro [12]    | Madison Keys [15]             | Venus Williams [9]         |
| Irina-Camelia Begu [25]  | Svetlana Kuznetsova [13]     | Simona Halep [6]              | Agnieszka Radwańska [2]    |
| Terceira fase            |                              |                               |                            |
| Kristina Mladenovic [26] | Ana Ivanovic [14]            | Dominika Cibulková [22]       | Karin Knapp                |
| Daria Kasatkina [29]     | Mónica Puig                  | Alizé Cornet                  | Pauline Parmentier         |
| Annika Beck              | Petra Kvitová [10]           | Anastasia Pavlyuchenkova [24] | Yanina Wickmayer           |
| Naomi Osaka              | Lucie Šafářová [11]          | Sloane Stephens [19]          | Barbora Strýcová [30]      |
| Segunda fase             |                              |                               |                            |
| Teliana Pereira          | Tímea Babos                  | Taylor Townsend (WC)          | Kurumi Nara                |
| Wang Qiang               | Ana Konjuh                   | Andrea Petkovic [28]          | Anastasija Sevastova       |
| Camila Giorgi            | Virginie Razzano (WC)        | Julia Görges                  | Mariana Duque Mariño       |
| Louisa Chirico (Q)       | Tatjana Maria                | Irina Falconi                 | Eugenie Bouchard           |
| Kateryna Bondarenko      | Coco Vandeweghe              | Elena Vesnina                 | Hsieh Su-wei               |
| Heather Watson           | Çağla Büyükakçay (Q)         | Ekaterina Makarova [27]       | Myrtille Georges (WC)      |
| Zarina Diyas             | Mirjana Lučić-Baroni         | Zhang Shuai                   | Viktorija Golubic (Q)      |
| Johanna Larsson          | Verónica Cepede Royg (Q)     | Polona Hercog                 | Caroline Garcia            |
| Primeira fase            |                              |                               |                            |
| Magdaléna Rybáriková     | Kristýna Plíšková            | Samantha Crawford             | Francesca Schiavone        |
| Sorana Cîrstea (Q)       | Amandine Hesse (WC)          | Denisa Allertová              | Océane Dodin (WC)          |
| Kateřina Siniaková (Q)   | Tessah Andrianjafitrimo (WC) | Arina Rodionova (WC)          | Zheng Saisai               |
| Laura Robson (PR)        | Aleksandra Wozniak (PR)      | Sachia Vickery (Q)            | Victoria Azarenka [5]      |
| Angelique Kerber [3]     | Alizé Lim (WC)               | İpek Soylu (Q)                | Anna-Lena Friedsam         |
| Johanna Konta [20]       | Olga Govortsova              | Daria Gavrilova               | Donna Vekić                |
| Anett Kontaveit          | Lauren Davis                 | Kirsten Flipkens              | Jelena Janković [23]       |
| Monica Niculescu [31]    | Mona Barthel                 | Laura Siegemund               | Sílvia Soler Espinosa (LL) |
| Roberta Vinci [7]        | Maryna Zanevska (Q)          | Naomi Broady                  | Bethanie Mattek-Sands      |
| Karolína Plíšková [17]   | Madison Brengle              | Lara Arruabarrena             | Danka Kovinić              |
| Yaroslava Shvedova       | Nicole Gibbs                 | Aliaksandra Sasnovich         | Sara Sorribes Tormo (Q)    |
| Varvara Lepchenko        | Alexandra Dulgheru           | Christina McHale              | Anna Karolína Schmiedlová  |
| Nao Hibino               | Carina Witthöft              | Daniela Hantuchová (Q)        | Jeļena Ostapenko [32]      |
| Misaki Doi               | Galina Voskoboeva (PR)       | Alison Riske                  | Vitalia Diatchenko (PR)    |
| Sara Errani [16]         | Magda Linette                | Sabine Lisicki                | Margarita Gasparyan        |
| Lucie Hradecká (Q)       | Lourdes Domínguez Lino       | Lesia Tsurenko                | Bojana Jovanovski          |

## Finais

### Profissional
| Categoria | Evento    | Campeã(s)(o/ões)                    | Vice-campeã(s)(o/ões)            | Resultado          | Chave     | Chave          |
| --------- | --------- | ----------------------------------- | -------------------------------- | ------------------ | --------- | -------------- |
| Simples   | Masculino | Novak Djokovic                      | Andy Murray                      | 3–6, 6–1, 6–2, 6–4 | principal | qualificatório |
| Simples   | Feminino  | Garbiñe Muguruza                    | Serena Williams                  | 7–5, 6–4           | principal | qualificatório |
| Duplas    | Masculino | Feliciano López Marc López          | Bob Bryan Mike Bryan             | 6–4, 6–76, 6–4     | principal | principal      |
| Duplas    | Feminino  | Caroline Garcia Kristina Mladenovic | Ekaterina Makarova Elena Vesnina | 6–3, 2–6, 6–4      | principal | principal      |
| Duplas    | Misto     | Martina Hingis Leander Paes         | Sania Mirza Ivan Dodig           | 4–6, 6–4, [10–8]   | principal | principal      |

### Juvenil
| Categoria | Evento    | Campeã(s)(o/ões)                  | Vice-campeã(s)(o/ões)                | Resultado        | Chave(s)  | Chave(s)       |
| --------- | --------- | --------------------------------- | ------------------------------------ | ---------------- | --------- | -------------- |
| Simples   | Masculino | Geoffrey Blancaneaux              | Félix Auger-Aliassime                | 1–6, 6–3, 8–6    | principal | qualificatório |
| Simples   | Feminino  | Rebeka Masarova                   | Amanda Anisimova                     | 7–5, 7–5         | principal | qualificatório |
| Duplas    | Masculino | Yshai Oliel Patrik Rikl           | Chung Yun-seong Orlando Luz          | 6–3, 6–4         | principal | principal      |
| Duplas    | Feminino  | Paula Arias Manjón Olga Danilović | Olesya Pervushina Anastasia Potapova | 3–6, 6–3, [10–8] | principal | principal      |

### Cadeirante
| Categoria | Evento    | Campeã(s)(o/ões)           | Vice-campeã(s)(o/ões)           | Resultado        | Chave     |
| --------- | --------- | -------------------------- | ------------------------------- | ---------------- | --------- |
| Simples   | Masculino | Gustavo Fernández          | Gordon Reid                     | 7–64, 6–1        | principal |
| Simples   | Feminino  | Marjolein Buis             | Sabine Ellerbrock               | 6–3, 6–4         | principal |
| Duplas    | Masculino | Shingo Kunieda Gordon Reid | Michaël Jeremiasz Stefan Olsson | 6–3, 6–2         | principal |
| Duplas    | Feminino  | Yui Kamiji Jordanne Whiley | Jiske Griffioen Aniek van Koot  | 6–4, 4–6, [10–6] | principal |

### Outros eventos
| Categoria        | Evento                      | Campeã(s)(o/ões)                      | Vice-campeã(s)(o/ões)              | Resultado | Chave     |           |
| ---------------- | --------------------------- | ------------------------------------- | ---------------------------------- | --------- | --------- | --------- |
| Duplas lendárias | Masculino acima de 45 anos  | Sergi Bruguera Goran Ivanišević       | Yannick Noah Cédric Pioline        | 6–3, 7–62 | principal | principal |
| Duplas lendárias | Masculino abaixo de 45 anos | Juan Carlos Ferrero Carlos Moyá       | Sébastien Grosjean Fabrice Santoro | 6–4, 6–4  | principal | principal |
| Duplas lendárias | Feminino                    | Lindsay Davenport Martina Navrátilová | Conchita Martínez Nathalie Tauziat | 6–3, 6–2  | principal | principal |